# Saint-Étienne-sous-Bailleul

Saint-Étienne-sous-Bailleul este o comună în departamentul Eure, Franța. În 1 ianuarie 2022 avea o populație de 388 de locuitori.